# ファクンド・ロンカリア
ファクンド・ロンカリア（Facundo Roncaglia, 1987年2月10日 - ）は、アルゼンチン・チャハリ出身のサッカー選手。ボカ・ジュニアーズ所属。ポジションはディフェンダー。

## 経歴

### クラブ

#### ボカ・ジュニアーズ
アルゼンチンのサッカークラブのボカ・ジュニアーズの下部組織を経て、2007年10月21日に対エストゥディアンテス・デ・ラ・プラタ戦にて20歳でトップリーグデビューした。2008年にはリーグ戦プリメーラ・ディビシオン制覇に貢献し、2009年に移籍するまでに31試合に出場、2得点をあげている。
2009年7月30日、当時同胞のマウリシオ・ポチェッティーノが指揮するスペインリーガ・エスパニョーラ所属のRCDエスパニョールにレンタル移籍した。リーグ戦21試合に出場し欧州で経験を積むが、エスパニョールはローン後の買取を行使せず レンタル期間の終了と共にアルゼンチンに戻ることとなる。
2010年シーズンはエストゥディアンテス・デ・ラ・プラタに再びレンタル移籍という形で所属、25試合に出場した。2011年にボカ・ジュニアーズにレンタルバックされると監督のフリオ・セサル・ファルシオーニの構想に入り、アペルトゥーラ2011では全試合にセンターバックとして出場、2試合を残してのアペルトゥーラ2008以来の優勝に貢献した。クラブはこの年で終了する契約を延長することを試みたが代理人が要求する額が高く破談、一時的にウルグアイの強豪CAフェニックスに籍をおくことになった。

#### フィオレンティーナ
2012年7月11日に移籍金フリーでACFフィオレンティーナに完全移籍、4年契約に署名したことを発表した。2014年9月1日、ジェノアCFCにレンタルで加入した。

#### セルタ
2016年7月12日、セルタ・デ・ビーゴに移籍。
2016/2017シーズンはレギュラーとしてリーグ戦32試合に出場した。

#### バレンシア
2019年1月31日、バレンシアCFにレンタル移籍。

#### オサスナ
2019年8月8日、CAオサスナと1年契約を結んだ

### 代表
2013年11月1日にボスニア・ヘルツェゴビナ代表との親善試合に向けてアルゼンチン代表に初招集された。

## 人物
ユース時代はガブリエル・バティストゥータに憧れフォワードを経験しているが、その後のキャリアでは一貫してディフェンダーを務める。センターバックを主戦場とし右サイドバックとしてもプレーが可能。アルゼンチン出身であるがイタリアのパスポートも所有しており、フィオレンティーナ移籍時の会見では「イタリア代表に招集されれば応じる」という考えを示していたが、2013年11月にアレハンドロ・サベーラによってアルゼンチン代表に招集された。

## タイトル

### クラブ
ボカ・ジュニアーズ
- プリメーラ・ディビシオン : 2008-09A, 2011-12A
- コパ・アルヘンティーナ : 2011-12
- レコパ・スダメリカーナ : 2008

エストゥディアンテス
- プリメーラ・ディビシオン : 2010-11A

バレンシア
- コパ・デル・レイ : 2018-19